# Typhloseiella isotricha
Typhloseiella isotricha är en spindeldjursart som först beskrevs av Athias-Henriot 1958.  Typhloseiella isotricha ingår i släktet Typhloseiella och familjen Phytoseiidae. Inga underarter finns listade i Catalogue of Life.